# イオンスーパーセンター横手南店
イオンスーパーセンター横手南店（イオンスーパーセンターよこてみなみてん）は、秋田県横手市婦気大堤にあるイオン東北株式会社が運営しているショッピングセンター。

## 概要
横手駅前にあった「羽後交通ビル」の核店舗として営業していた「ジャスコ横手店」が、ジャスコとして思った通りの売場作りができないことや駐車場の問題などから、イオン（ジャスコの運営会社）が新たな出店場所として横手市大字婦気大堤の農地に出店を表明。しかし、隣接する農地に当時競合関係にあったマイカル東北も出店を表明し、ジャスコとマイカル東北にて激しい地権者争奪戦となった。
1997年4月25日にマイカル東北が横手サティ（現：イオン横手店）をオープン。
約1年遅れて、翌年10月にジャスコ横手南店を核店舗とする「新横手ショッピングセンター」もオープンした。ジャスコとサティが隣接する全国でも唯一の店舗として、また、激しい両社の地権者争奪戦のため、ジャスコ側にマイカル東北の取得した土地が点在する異例な状態でのオープンとなった。
ジャスコは、サティとの差別化を図るため食品売場、特に水産に力を入れ、秋田県内でのジャスコでは初となる水産売場での対面販売を実施するとともに、オープン1年間は商品部水産担当従業員が常駐し、秋田県内の卸売業者からの仕入れだけではなく、岩手県からの水産商品のルート確立などを図った。
2001年9月にマイカルが経営破綻し、マイカル東北が運営していた優良店舗は経営破綻直前にマイカルに移管された際にも、横手サティは移管されなかった。マイカルはイオンの支援によって経営再建が図られ、イオングループ入りしたことから、同じグループ内のジャスコとサティが隣接して立地し、競合していたため、横手サティは食品売場を廃止した上で、マイカルが得意としていた衣料品と子供用品に特化した売り場構成に転換することで棲み分けて共存することになり、2004年3月21日にジャスコ横手南店は総合スーパー業態から食品や住居用品を主体とするスーパーセンター業態へと転換。「イオンスーパーセンター横手南店」として改装オープンした。直営売場は1階に集約、2階は全て専門店とし、ファッション関連の専門店も出店している。
秋田県内および東北地方のイオンスーパーセンターとしては五城目店に次いで2店舗目、イオン株式会社運営のスーパーセンター業態としては4店舗目であった。
2005年11月にイオンスーパーセンター株式会社発足に伴い、店舗はイオン株式会社から同社に移管された。また、2025年（令和7年）3月1日、イオン東北株式会社によるイオンスーパーセンター株式会社の吸収合併に伴い、運営がイオン東北株式会社に移管した。

## ジャスコ横手店

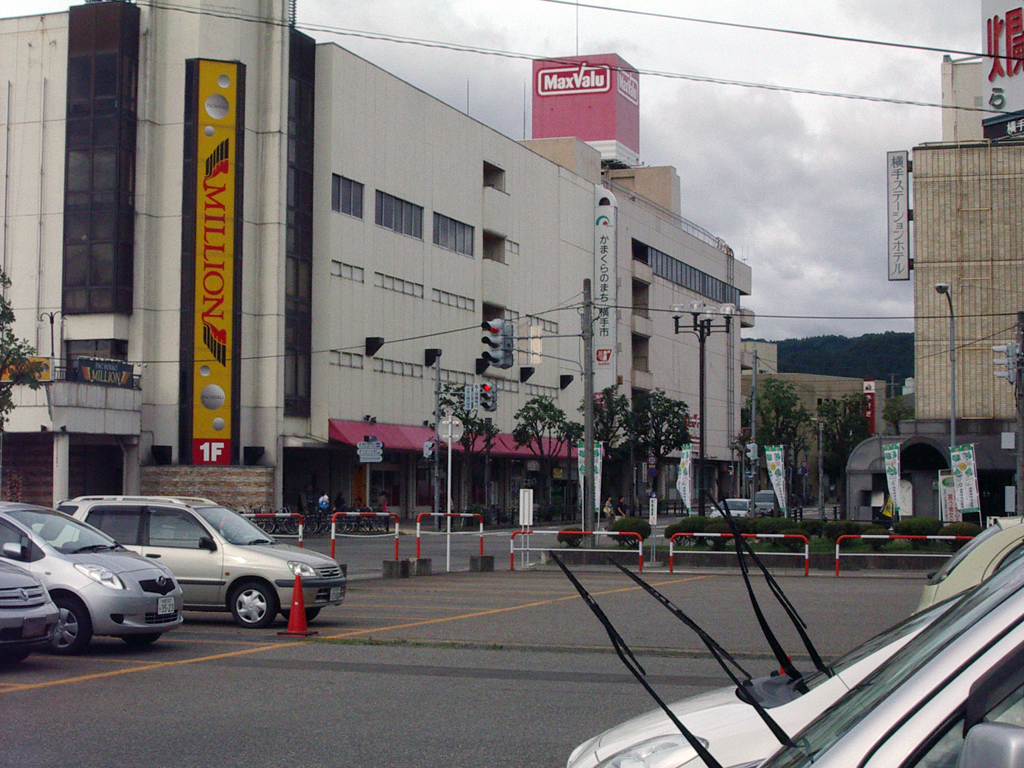
MaxValuのマークのあるビルが旧羽後交通ビル

1977年3月9日にジャスコと羽後交通は、同社が本社跡地に建設した5階建てのテナントビルである「羽後交通ビル」と20年間の賃貸契約を結び、同ビルの核店舗としてジャスコ横手店が開業した。その後、1993年6月にジャスコが横手インターチェンジ付近に新設するショッピングセンターの計画書を横手商工会議所に提出し、羽後交通との賃貸契約が終了する1997年に同ビルからジャスコ横手店を撤退する意向を示した。
しかし、横手市や消費者団体等の要請を受け、1998年10月のジャスコ横手南店オープン後も、ジャスコ横手店は売り場面積を3階部分まで減らし営業は継続した。同店は2001年8月20日をもって閉店したが、イオンはグループ企業のマックスバリュ東北が同ビル1階部分に出店することによって、営業は継承することとし、同年8月29日に「マックスバリュ横手駅前店」が開業した。
全国的な例にもれず横手駅前においても空き店舗や空きビルが目立ってきたことから、活性化策として再開発計画が策定され、その中核となる横手駅東口第一地区第一種市街地再開発事業の推進に伴い、新築移転した平鹿総合病院跡地と羽後交通ビルなどは解体が決定したため、2005年12月に「マックスバリュ横手駅前店」は閉店した。
再開発区域はよこてイーストと名付けられ、3階建ての介護付き有料老人ホーム、11階建ての分譲マンション、横手バスターミナル、公共施設、商業施設、北都銀行横手駅前支店等が整備された。
横手市はジャスコ株式会社秋田事業部が最初に置かれた地であり、マックスバリュ東北の前身の一社である羽後ショッピングや羽後ジャスコの本社の所在地でもあった。

## 沿革
- 1998年（平成10年）

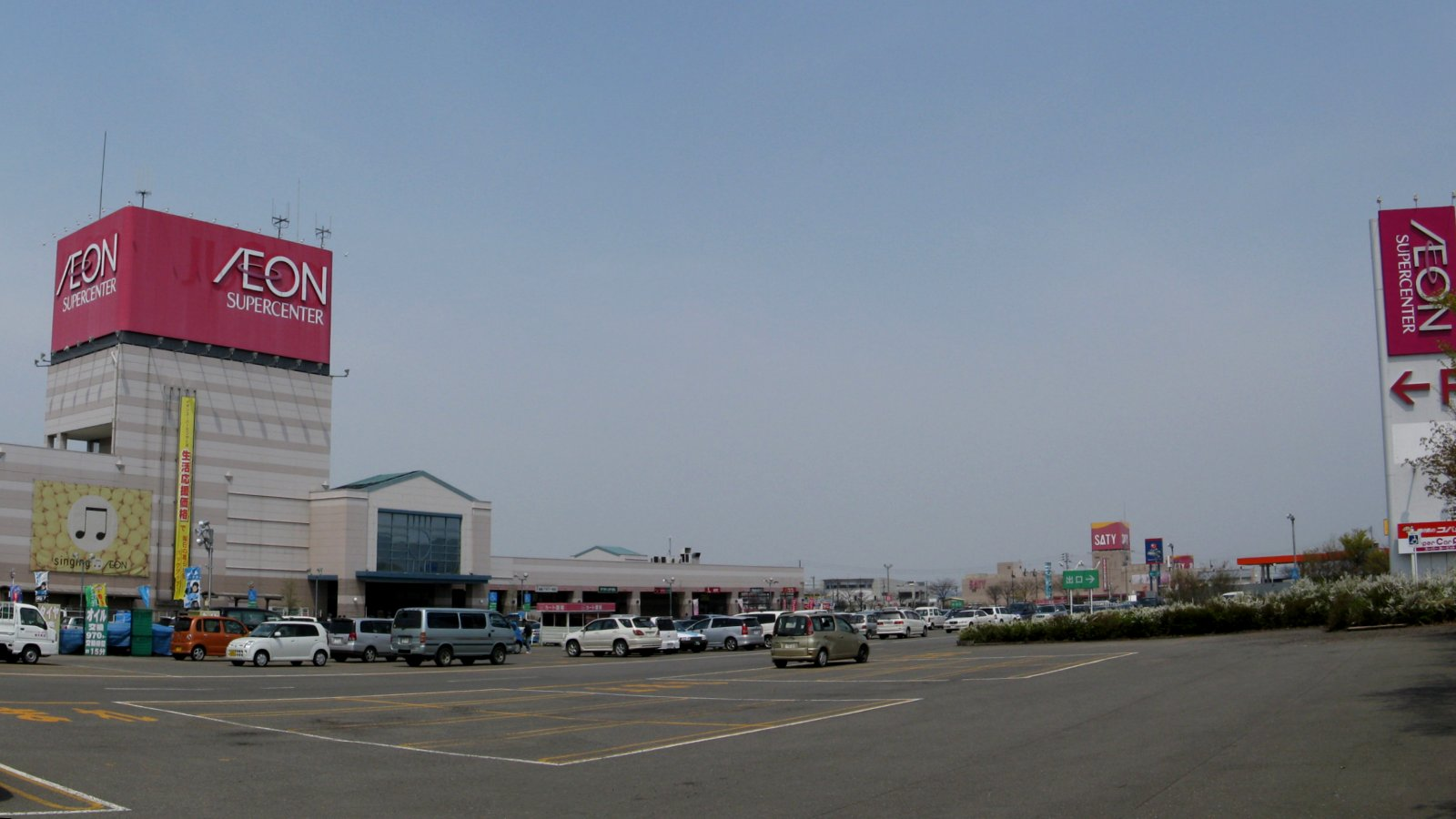
横手サティと隣り合うイオンSuC横手南店（2009年5月2日撮影）

  - 10月11日 - 「イオン ふるさとの森づくり」植樹祭を開催[1]。
  - 10月28日 - 「ジャスコ横手南店」を核店舗とする「新横手ショッピングセンター」としてオープン[1]。
- 2004年（平成16年）3月21日 - 「ジャスコ横手南店」から「イオンスーパーセンター横手南店」へ業態転換[5]。「横手サティ」との間にシャトルバスの運行を開始。
- 2005年（平成17年）11月21日 - イオン株式会社からイオンスーパーセンター株式会社に移管。
- 2006年（平成18年）10月2日 - 食品売場の24時間営業終了。
- 2008年（平成20年）12月27日 - イオンスーパーセンターと横手市の間で「災害時における防災活動及び平常時における防災活動への協力に関する協定」を締結。
- 2013年（平成25年）6月21日 - 直営靴売場を株式会社ジーフットに移管。「グリーンボックスSUC横手南店」としてオープン。
- 2020年（令和2年） 3月31日 ‐ 古紙回収システム「エコモ」の稼働を終了。
- 2021年（令和3年）
  - 1月13日 - 雪の重みにより、搬入口のひさしが奥行き約3メートル、幅約36メートルにわたり崩壊[15]。
  - 5月15日 - 2階の特設会場にて、一般高齢者向けの新型コロナウイルスワクチンの集団接種を開始[16]。
- 2023年（令和5年）
  - 7月29日 - NEXCO東日本東北支社にて、2階に秋田道横手IC-北上西IC間4車線化事業をパネルや模型、仮想現実画像で紹介する「秋田道4車線化PRルーム」を開設[17]。
  - 10月31日 - 「ごはん処四六時中横手南店」が閉店[18]。
- 2024年（令和6年）
  - 1月16日 - 警察業務に協力（参加型訓練や各種イベントで警察広報活動に協力）したとして、横手警察署からイオンスーパーセンター横手南店に感謝状を贈呈[19]。
  - 2月24日 - NEXCO東日本東北支社横手工事事務所主催、秋田自動車道4車線化事業PRする音楽イベント「よこてハイウェイミュージック」が当店2階で開催[20]。観衆200人を前に、松本英子や鴉のボーカル近野淳一、秋田大アカペラサークル2組が歌声を披露[20]。
  - 10月31日 - 「サーティワンアイスクリームイオンスーパーセンター横手南店」が閉店。
  - 12月4日 - 横手警察署員と従業員にて、刃物を持った不審者への対応訓練を実施[21]。
- 2025年（令和7年）3月1日 - イオン東北株式会社によるイオンスーパーセンター株式会社の吸収合併に伴い、運営がイオン東北株式会社に移管。

## フロアとテナント

### フロア概要
核店舗のイオンスーパーセンター横手南店と33の専門店で構成される。
| 階  | フロア概要         |
| --- | ------------------ |
| 2階 | 直営売場・専門店街 |
| 1階 | 直営売場・専門店街 |

### 主なテナント
フード
- ケンタッキーフライドチキン（フライドチキン）
- マクドナルド（ファストフード）
- はま寿司（回転寿司）［イオン駐車場］

ファッション・グッズ
- ラスコリナス（レディス）
- グリーンボックス（靴）
- 未来屋書店（書籍）
- ダイソー（100円ショップ）

サービス・エンターテイメント
- 車検のコバック（車検）
- チャンスセンター（宝くじ）
- G3POROS（アミューズメント・物販）
- 秋田道4車線化PRルーム　(PRルーム）

※テナント情報は2025年1月時点
出店テナント全店の一覧詳細情報や営業時間、ATMを設置している金融機関の詳細は公式サイトを参照。

## アクセス
バス
- 横手駅東口より羽後交通「ふるさと村行き」で「イオン前」下車[注釈 2][22]。
- 羽後交通「横手市循環バス」にて「イオンスーパーセンター西口」下車[23]。

自動車
- E46 秋田自動車道 / E13 湯沢横手道路「横手IC」を降りて最初の信号を直進し、左手すぐ。
- E46 秋田自動車道「横手北スマートIC」より約10分

鉄道
- 東日本旅客鉄道（JR東日本）奥羽本線・北上線 横手駅西口から徒歩で約25分
- 東日本旅客鉄道（JR東日本）奥羽本線 柳田駅から徒歩で約35分

## 隣接連携店舗
- イオン横手店 - 旧：横手サティ、200mの距離で隣接。イオンSuCでは取り扱いが縮小されている衣料品や子供用品などを扱っている（かつては相互にシャトルバスを運行していた[要出典]）。